# Jumel
Jumel és un municipi francès, situat al departament del Somme, dins la regió dels Alts de França. L'any 1999 tenia 368 habitants.

## Situació
Jumel és l'últim poble de la carretera D7 abans d'Ailly-sur-Noye, que es troba a menys d'un quilòmetre de distància. Jumel es troba al cim d'una cota de la vall del riu Noye.

## Administració
Jumel forma part del cantó d'Ailly-sur-Noye, que al seu torn forma part del districte de Montdidier. L'alcalde de la ciutat és Hubert Van Goethem (2001-2008).